# چیش‌پیشیان
چیش‌پیشیان (نوادگان چیش‌پیش) (حدود اواسط سده هفتم پیش از میلاد - ۵۲۲ پیش از میلاد) شاخه‌ای از خاندان هخامنشی در عصر آهن بودند که در اصل به عنوان شاه محلی بر زاگرس جنوبی در انشان باستان حکومت می‌کردند. قلمرو این سلسله بعدها در زمان کوروش دوم گسترش یافت که منطقه وسیعی در جنوب غربی آسیا را فتح کرد و بعدها تحت فرمان داریوش اول به عنوان امپراتوری هخامنشی شناخته شد. عنوان چیش‌پیشیان بر روی استوانه کوروش ثبت شده‌است که در آن کوروش دوم خود و اجدادش را با عنوان پادشاه انشان به عنوان یک سنت عیلامی معرفی می‌کند. چیش‌پیش جد و بنیان‌گذار همنام این دودمان بود و این دودمان علاوه بر او شامل کوروش یکم، کمبوجیه یکم، کوروش دوم، کمبوجیه دوم و بردیا بود. 
انشان در هزاره دوم پیش از میلاد بخشی از پادشاهی عیلام بود. در دوره عیلام نو، پادشاهی عیلام ضعیف شد و انشان کمتر به این پادشاهی اتکا کرد، به طوری که شاهان عیلام نو نتوانستند بر انشان قدرت خود را اعمال کنند و تعداد زیادی از ایرانیان به منطقه نقل مکان کردند. در سال ۶۴۶ قبل از میلاد، شهر شوش پایتخت عیلام توسط امپراتوری آشوری نو غارت شد و پادشاهی عیلام ناپدید شد. در زمانی در سده هفتم پیش از میلاد، انشان به پادشاهی مستقل خود تحت فرماندهی چیش‌پیش تبدیل شد. پیر برایان بر تخت‌نشینی چیش‌پیش را به سال ۶۳۵ پیش از میلاد نسبت می‌دهد.
استوانه کوروش حاوی قدیمی‌ترین شجره‌نامه پادشاهان انشان است. این سلسله پادشاهان تا کوروش بزرگ را به نام چیش‌پیش – کوروش یکم – کمبوجیه یکم – کوروش دوم معرفی می‌کند و ثابت می‌کند که قلمرو آن‌ها قبل از کوروش کبیر محدود به انشان بوده‌است که اکنون به عنوان دشتی نزدیک مرودشت در استان فارس شناخته می‌شود.  در استوانه هیچ نامی از هخامنش که بر اساس شجره‌نامه متأخری که داریوش بزرگ در کتیبه بیستون ارائه کرده‌است، پدر چیش‌پیش و اولین پادشاه انشان بوده‌است، موجود نیست. 
هخامنشیان پس از کشتن آخرین اعضای خاندان چیش‌پیشیان، با تصرف تاج و تخت داریوش اول جانشین آن‌ها شدند. به گفته ماریا بروسیوس و بروس لینکلن، داریوش تلاش کرد تا از طریق نسب مشترک با پادشاهان چیش‌پیشی، دودمانی برای خود بسازد تا ادعای خود را بر تاج و تخت مشروعیت بخشد. برای این کار او این تصور را ایجاد کرد که آن‌ها هخامنشی هستند. او این کار را با کتیبه‌هایی انجام داد. او کوروش دوم را در کتیبه‌های پاسارگاد به عنوان عضوی از هخامنشیان معرفی کرد. تمامی این کتیبه‌ها که قدمت آن‌ها به ق. ۵۱۰ قبل از میلاد تکرار می‌کنند «من کوروش شاه هخامنشی هستم». در کتیبه بیستون، داریوش از طریق جد مشترکی به نام چیش‌پیش و اجدادی همنام هخامنش، تصویر یک خط دوگانه از فرمانروایان سلطنتی را خلق کرد.  

## یادداشت
1. ↑  Stronach 1997, p. 38.
2. ↑  Briant 2002, pp. 17–18.
3. ↑  Briant 2002, p. 17.
4. ↑  Briant 2002, p. 16.
5. ↑  Brosius 1998, pp. 14-15.
6. ↑  Lincoln 2007, pp. 4–5.